# 리젠러우

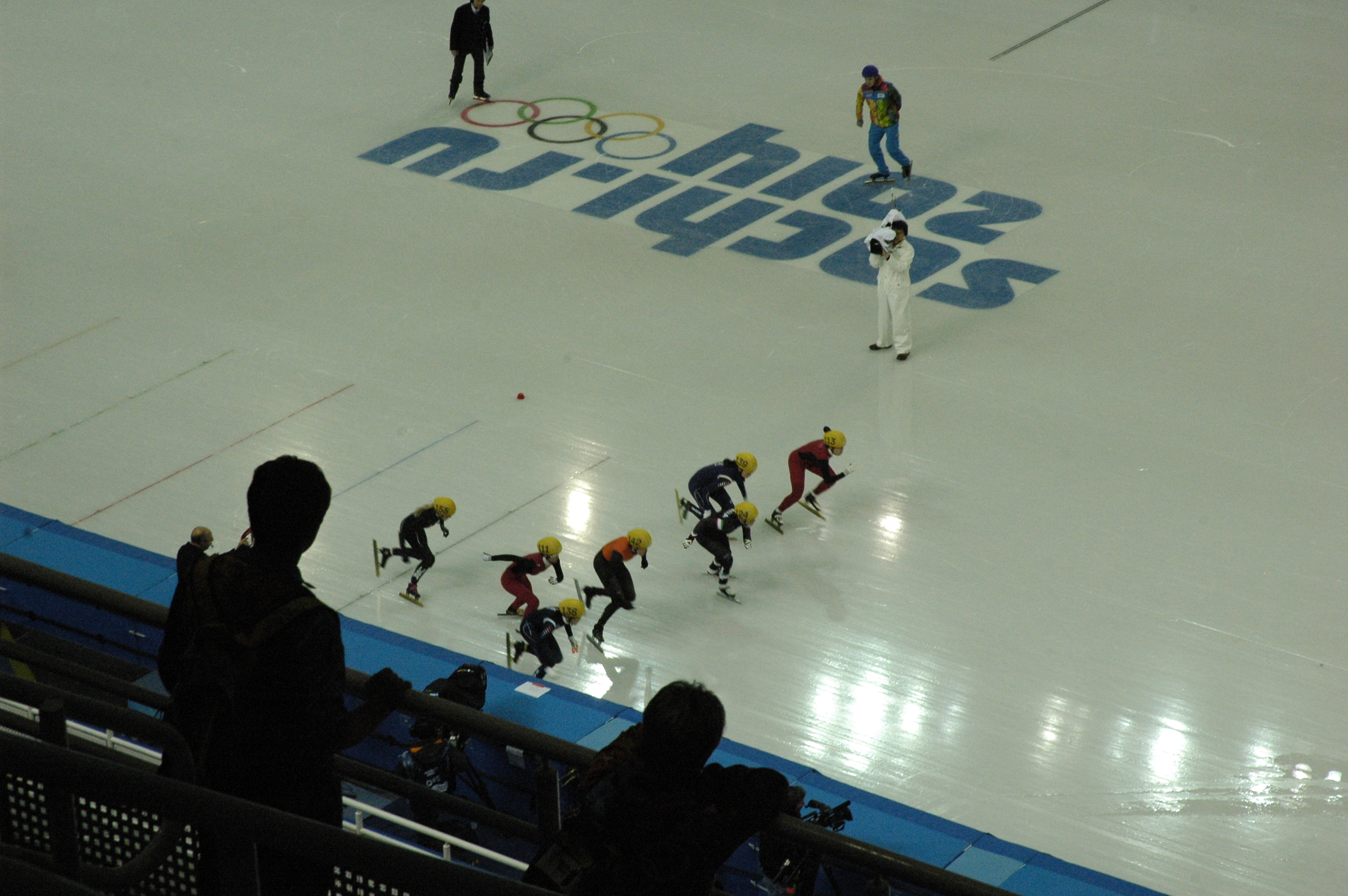

리젠러우(중국어: 李坚柔, 1986년 8월 15일 ~ )는 중화인민공화국의 여자 쇼트트랙 선수이다.